# The Legend of Zelda
För spelserien, se The Legend of Zelda (spelserie).

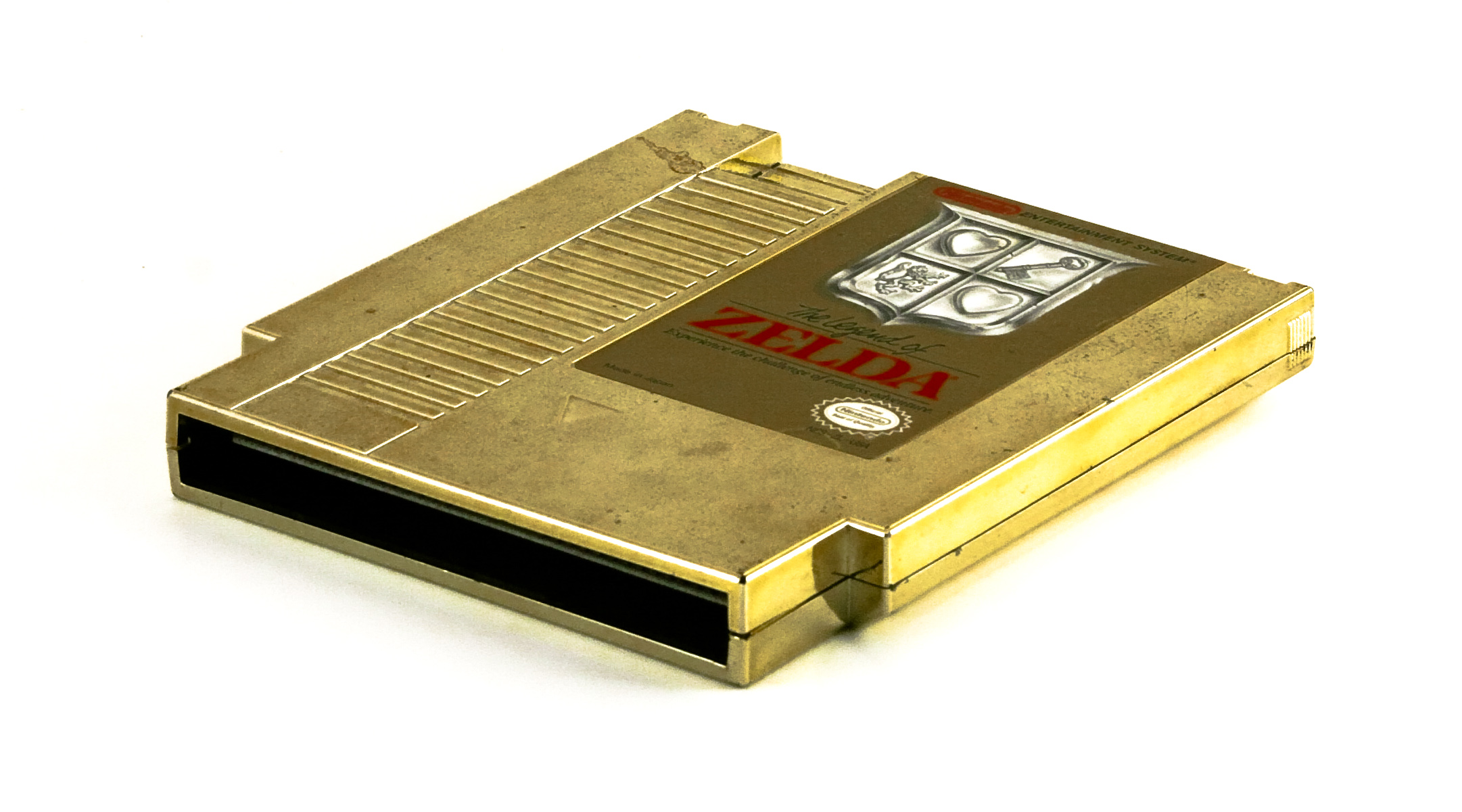
Spelkassetten

The Legend of Zelda (förkortat TLoZ), är ett TV-spel som släpptes till Nintendos konsol NES (Nintendo Entertainment System) 1986 i Japan, där det är känt under namnet The Hyrule Fantasy: Legend of Zelda (THE HYRULE FANTASY ゼルダの伝説 The Hyrule Fantasy: Zeruda no Densetsu?). Det kom ut 1987 till Europa samt USA och är det första spelet i The Legend of Zelda-serien. Kassetten var guldfärgad och drog mycket uppmärksamhet. En annan mycket uppmärksammad detalj hos spelet var att det innehöll en batteribackup som gjorde att upp till tre spelares status kunde sparas samtidigt i kassetten. Spelet utvecklades av mannen bakom Mario, och många av Nintendos andra storsäljare, Shigeru Miyamoto. Musiken gjordes av Koji Kondo som också gjort musiken till bland andra Mario-spelen.

## Handling
Spelaren tar i början av äventyret karaktären som den unga pojken Link i landet Hyrule. Link måste rädda prinsessan Zelda från den onde Ganon genom att hitta de åtta delarna av visdomens trekraft (på engelska Triforce). Även andra hjälpmedel finns att hitta och använda. I Hyrule finns nio stycken underjordiska grottor där de åtta första innehåller en del av trekraften. I slutet av den sista grottan återfinner man Ganon själv. Varje grotta innehåller minst ett nytt vapen eller en ny sak som gör att Link lättare kan ta sig vidare i spelet. Från början är Link endast utrustad med en sköld som skydd, men får under spelets gång tillgång till både svärd, bomber, bumerang och pilbåge. Utöver det finns i varje grotta nycklar, en kompass samt en karta. Nycklarna behövs för att kunna öppna nya delar av grottan. De kan man införskaffa genom att hitta dem i grottorna eller genom att köpa dem i affär. Kartan gör så att det går att se alla grottans rum på minikartan utan att man har besökt dem. Kompassen visar var på minikartan man befinner sig och den avslöjar även var trekraftesbiten finns. Man hittar oftast kompassen och kartan halvvägs in i grottan.
The Legend of Zelda var banbrytande på så vis att spelaren inte var bunden till att fullfölja spelet enligt ett visst schema. Visserligen var de underjordiska grottorna menade att besökas i en viss ordning, men det är fullt möjligt att på vissa håll bryta mot detta. Spelaren kan även vandra fritt i övervärlden och där besegra monster, upptäcka dolda grottor och köpa hjälpmedel. När man har besegrat en grotta så finns det ibland nya delar av övervärlden man kan utforska, till exempel när man har fått flotten så kan man utforska öarna i spelet.

### Second Quest
Second Quest är namnet på det andra uppdrag man får efter att man har klarat igenom spelet en gång tidigare (man kan även nå detta uppdrag genom att fylla i namnet ZELDA när man startar en ny sparfil). I Second Quest är spelet svårare än det var tidigare, då fienderna är jobbigare att döda och grottor och saker man samlar på, är placerade på andra ställen än de var tidigare. Kartan i spelet ser dock likadan ut som förut.

### Kontroversiellt
Alla labyrinterna liknar någonting i formen, till exempel örn, lejonhuvud eller orm. Anledningen är att spelaren ska hitta bättre. Labyrint nummer 3 påminner utseendemässigt om ett hakkors, men är en manji, det vill säga en buddhistisk symbol för god lycka.

## Mottagande och utmärkelser
| Recensioner     | Recensioner     |
| Recensionsbetyg | Recensionsbetyg |
| Publikation     | Betyg           |
| --------------- | --------------- |
| Gamespot        | [ 4 ]           |
| IGN             | [ 5 ]           |

Guinness World Records 2009: Gamer's Edition skrev att The Legend of Zelda satte en ny standard för fantasyrollspelen "med sin blandning av utforskande, utveckling av spelkaraktären och problemlösning." I tidskriften Nintendo 64 skrevs det följande om spelet: "I november 1987 kom ett spel till Sverige som skulle komma att förändra och förnya tänkandet i spelbranschen. Då man sprang till affären för att köpa spelet räckte det med att titta på omslaget för att inse att det var något alldeles speciellt man hade att göra med." WatchMojo.com placerade The Legend of Zelda på plats 10 på deras lista "Top 10 Legend of Zelda Games", på plats 4 på listan "Top 10 Revolutionary Video Games" och på plats 3 på deras lista "Top 10 Video Games of the 3rd Generation".
The Legend of Zelda var ett av spelen som var med i konstutställningen The Art of Video Games på Smithsonian American Art Museum under 2012.

## Zelda no Densetsu: Charumera Version
För att marknadsföra sin produkt charumeranudlar, släppte företaget Myojo Foods Co., Ltd. en version av detta spel år 1986 till Famicom Disk System. Spelet hette Zelda no Densetsu: Charumera Version (ゼルダの伝説　チャルメラバージョン) och är likadant som originalspelet, med undantag för spelkassettens framsida. Spelet är väldigt ovanligt och har sålts för över $1000 styck.